# The Best Of (album Myslovitz)
The Best Of – dwupłytowy album zespołu Myslovitz, wydany w 2003 roku. Jest to składanka największych przebojów zespołu. Jest także wypełnieniem kontraktu ze starą wytwórnią, gdyż następne wydawnictwa, a także wcześniejsza Korova Milky Bar były już wydane przez Pomaton EMI a nie Sony Music Entertainment Poland. Na płycie znalazły się też nowe utwory, m.in. nowa wersja piosenki Kraków z zespołem Anawa i Markiem Grechutą.
Nagrania dotarły do 3. miejsca listy OLiS i uzyskały certyfikat platynowej płyty.

## Lista utworów
| CD 1 1. "Scenariusz dla moich sąsiadów" 2. "Sprzedawcy marzeń" 3. "Kraków" (Myslovitz, Marek Grechuta i Anawa) 4. "Krótka piosenka o miłości" 5. "Z twarzą Marilyn Monroe" 6. "Książka z drogą w tytule" 7. "Maj" 8. "Blue Velvet" 9. "Margaret" 10. "Acidland" 11. "To nie był film" 12. "Chłopcy" 13. "Good Day My Angel" 14. "Myslovitz" (a cappella) |  | CD 2 1. "Myslovitz" 2. "Długość dźwięku samotności" 3. "Zwykły dzień" 4. "Kraków" (wersja oryginalna) 5. "Historia jednej znajomości" 6. "Polowanie na wielbłąda" 7. "Dla ciebie" 8. "Sekrety i kłamstwa" 9. "Peggy Brown" 10. "Zgon" 11. "My" 12. "The Iris Sleeps Under the Snow" 13. "Sei taing kya" |

## Twórcy
| - Artur Rojek – wokal, gitara - Wojtek Kuderski – perkusja - Jacek Kuderski – gitara basowa - Wojtek Powaga – gitara - Przemek Myszor – gitara, instrumenty klawiszowe | Gościnnie wystąpili - Marek Grechuta – wokal, aranżacja (CD 1, utwór 3) - Tomasz Góra – I skrzypce (CD 1, utwór 3) - Mirosław Stępień – II skrzypce (CD 1, utwór 3) - Wiesław Murzański – wiolonczela (CD 1, utwór 3) - Józef Michalik – kontrabas (CD 1, utwór 3) - Paweł Ścierański – gitara (CD 1, utwór 3) - Marek Olma – perkusja (CD 1, utwór 3) - Andrzej Smolik – instrumenty klawiszowe (CD 1, utwory 1,4,13) |